# Râul Chidea
Râul Chidea este un curs de apă, afluent al râului Borșa. 
1. ↑  Geographic Names Server, 11 iunie 2018